# Manouba

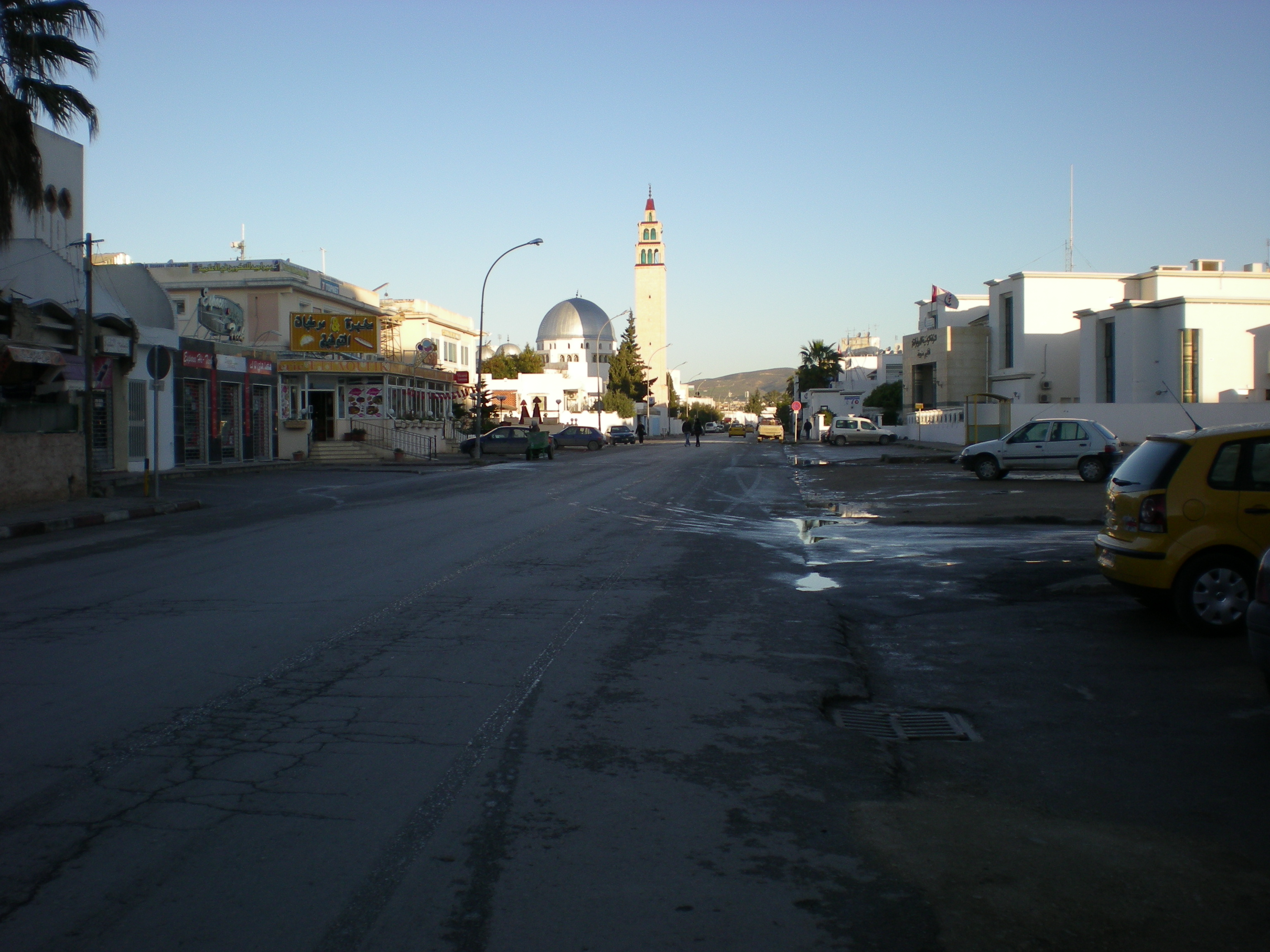
Straat in Manouba (2010)

Manouba is een stad in Tunesië. Het is de hoofdplaats van het gelijknamige  gouvernement Manouba. Het is een voorstad ten noordwesten van Tunis.
Bij de volkstelling van 2004 telde Manouba 26.666 inwoners. Bij de volkstelling van 2014 bleek dit aantal naar 
58.792 inwoners te zijn gestegen. In de stad is de universiteit van La Manouba gevestigd. Aan de universiteit studeren ruim 26.000 studenten; hun aantal was in 2004 even groot als het aantal inwoners van de stad.